# Исламский университет Газы

Эмблема Исламского университета в Газе

Исламский университет Газы" (араб. الجامعة الإسلامية بغزة‎; сокращённо ИУГ) — независимый палестинский университет в городе Газа, созданный в 1978 году. Был первым высшим учебным заведением, открытым в секторе Газа.

## Общая информация
У университета, согласно его веб-сайту, есть 10 специальностей от бакалавра до магистра, и дипломы в им соответствующих дисциплинах.
Территория университета нередко использовалась вооруженными палестинскими группировками для хранения оружия и вооружённых столкновений.
29 декабря 2008 года ИУГ был нанесен ущерб в ходе операции «Литой свинец».
11 октября 2023 года, в ходе операции «Железные мечи», здание университета было полностью уничтожено ВВС Израиля. По утверждению Армии обороны Израиля, учебное заведение «использовалось в качестве лагеря подготовки боевиков военной разведки ХАМАС».

## Известные выпускники и сотрудники
- Абдель Азиз Рантиси
- Низар Райан
- Махмуд аз-Захар
- Исмаил Хания
- Яхья Синвар